# Eluveitie
Eluveitie —pronunciado «El-vei-ti»— es un grupo suizo de folk metal originario de Winterthur, Zúrich, formado en 2002 por Chrigel Glanzmann. Su estilo es característico por la fusión del death metal melódico junto con melodías populares de las naciones celtas, la presencia de instrumentos europeos tradicionales como la zanfoña o la gaita, las referencias a la mitología celta en sus canciones —en particular al pueblo galo— y por tener canciones escritas en el extinto idioma galo. Se autodescribe como «La nueva ola de folk metal» (del inglés: The New Wave of Folk Metal).
Dio su salto a la fama tras el lanzamiento del álbum Slania, el primero publicado con la discográfica Nuclear Blast, uno de los referentes del género, así como el primero que entró en las listas de éxitos de Suiza y Alemania. En él destaca su canción «Inis Mona», una de las más populares del grupo. Su disco Origins alcanzó el primer puesto de la lista de éxitos de Suiza. Hasta finales de 2017 ha publicado siete álbumes de estudio y es citado a menudo como uno de los mejores grupos de folk metal.
La formación ha experimentado numerosos cambios desde sus inicios, siendo Chrigel Glanzmann el único miembro original que continúa desde entonces. Junto a él se encuentran los guitarristas Rafael Salzmann y Jonas Wolf, el bajista Kay Brem, la violinista Nicole Ansperger, el gaitero Matteo Sisti, el batería Alain Ackermann, la zanfoñista Michalina Malisz y la arpista Fabienne Erni. A mediados de 2016 el grupo sufrió una gran transformación debido a la salida de cuatro de sus miembros, tres de los cuales llevaban más de 10 años en él. La nueva formación se terminó de presentar los primeros días de 2017.

## Historia

### Formación yVên(2002-2005)
En 2002, Christian «Chrigel» Glanzmann reunió —tras varios intentos fallidos— a otras nueve personas para formar un grupo que combinase la música folk con el metal extremo, creando así a Eluveitie, en un principio como un proyecto de estudio —en el que los demás músicos no tenían otras obligaciones aparte de grabar sus pistas—. El nombre de la banda proviene de una pintada encontrada en la ciudad de Mantua (ca. 300 a. C.). En la inscripción en letras etruscas pone eluveitie, que se ha interpretado como la forma etrusca de (h)elvetios («el helvético»), probablemente en referencia a un descendiente de los helvecios que vivió allí.
En 2003 vio la luz su primer trabajo, el EP autofinanciado Vên, que tuvo una buena acogida entre los aficionados al género y que se agotó en pocos meses, por lo que Chrigel decidió convertir su proyecto musical en un grupo a tiempo completo. En 2004 realizó sus primeras actuaciones en directo, entre ellas en el festival suizo Elements of Rock y firmó un contrato con la discográfica holandesa Fear Dark Records, con la que sacó una versión remasterizada y parcialmente regrabada de Vên. También actuó en festivales organizados por la compañía, así como en algunos festivales internacionales de folk metal como telonero de bandas como Cruachan o Korpiklaani. Tras ello, siete de los diez miembros abandonaron el grupo por diversos motivos, quedando Chrigel Glanzmann, Sevan Kirder y Meri Tadić, que encontraron a otros seis miembros y convirtieron a Eluveitie en un grupo de nueve personas.

### SpiritySlania(2006-2008)
A principios de 2006, Sarah Wauquiez fue sustituida por Anna Murphy tocando la zanfona y la violinista Linda Suter dejó la formación, por lo que Eluveitie pasó a ser un grupo de ocho personas, cifra que se ha mantenido —aunque con cambios de algunos miembros— hasta la actualidad. En junio de ese año salió a la venta Spirit, su primer álbum de larga duración y el único grabado con nueve músicos. En septiembre, el conjunto inició una gira por Europa junto a la banda alemana Odroerir, en la que tocaron en festivales como el Ragnarök Festival, en Alemania, y a finales de año firmó un contrato con la discográfica alemana Twilight Records, que posteriormente se encargaría del relanzamiento de Spirit y Vên.
En noviembre de 2007 la banda firmó un contrato con Nuclear Blast y empezó a grabar el álbum Slania, que salió a la venta en febrero de 2008 y se convirtió en el disco con el que dio su salto a la fama, así como el primero que entró en las listas de éxitos de Suiza y Alemania. Su nombre proviene de un nombre de niña que Chrigel vio en una lápida de la época de los helvecios. Este incluye el tema «Inis Mona», probablemente la canción más destacada del grupo y una de las más famosas, cuyo vídeo tiene alrededor de 25 millones de reproducciones en YouTube. Su nombre proviene de la isla de Anglesey —llamada Ynys Môn en galés—, donde se encontraba el centro de formación de druidas más importante de los pueblos celtas. A mediados de 2008, los hermanos Rafi y Sevan Kirder —bajista y gaitero, respectivamente— anunciaron que dejarían la banda tras su siguiente concierto por motivos personales y fueron sustituidos por Kay Brem y Patrick «Päde» Kistler.

### Evocation I - The Arcane DominionyEverything Remains (As It Never Was)(2009-2011)

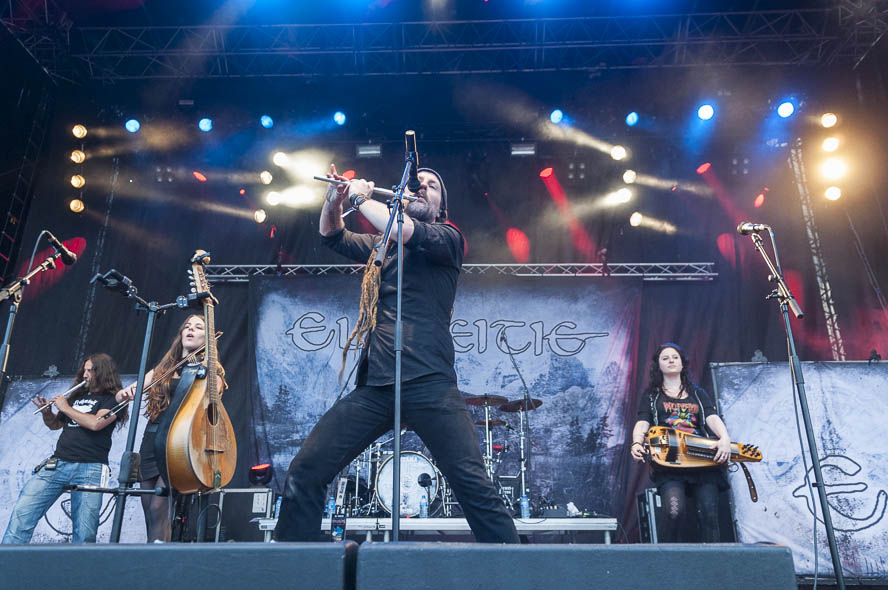
Eluveitie en el Hexentanzfestival en 2011.

En 2009, Eluveitie lanzó su tercer álbum de estudio, Evocation I - The Arcane Dominion, totalmente acústico a diferencia de los anteriores. Contó con la colaboración de músicos como Alan Averill «Nemtheanga» —cantante de Primordial— y Oliver «SaTyr» Pade —cantante de Faun—. Además, salió a la venta la edición especial Slania/Evocation I – The Arcane Metal Hammer Edition publicada bajo el sello discográfico Nuclear Blast para la revista Metal Hammer, que contiene cinco canciones de Slania y ocho de Evocation I - The Arcane Dominion.
En 2010 salió a la venta el cuarto disco de la banda, Everything Remains (As It Never Was). Para este trabajo el grupo contrató a profesionales que habían trabajado con otras bandas reconocidas como Tommy Vetterli —Kreator, Coroner— para la coproducción y la ingeniería de sonido, Colin Richardson —Slipknot, Machine Head— para las mezclas y John Davis —U2, Led Zeppelin— para la posproducción. Posteriormente Tommy Vetterli produciría también los álbumes Helvetios y Origins. Tras el lanzamiento realizó una gira por Europa, América del Norte e India durante la cual, en el festival Wacken Open Air, recibió el título Up and Coming 2010 de la revista Metal Hammer, un premio a la mejor banda revelación. Durante 2011 continuó tocando en conciertos por todo el mundo junto a bandas cada vez más relevantes como Children of Bodom o Dark Tranquillity.

### HelvetiosyOrigins(2012-2016)
A principios de 2012 salió a la venta su quinto disco, Helvetios, un álbum conceptual que trata sobre la guerra de las Galias desde la perspectiva de los helvecios y que recibió críticas generalmente favorables de los expertos. En la gira de promoción por Europa, Eluveitie tocó en importantes festivales dentro del género como Paganfest, tras lo cual continuó dando conciertos por el resto del mundo. Durante su paso por Sudamérica, Anna Murphy enfermó y tuvo que volver a Suiza, a pesar de lo cual el grupo siguió tocando sin ella. En una entrevista para la revista Metal Blast, Chrigel Glanzmann reveló que ya había empezado a escribir nuevo material para Evocation II, la continuación de Evocation I - The Arcane Dominion. Además ese mismo año salieron a la venta el disco en directo Live on Tour —que fue grabado en Tilburgo, Países Bajos en el festival Paganfest durante su gira de promoción de Helvetios— y el recopilatorio The Early Years —que contiene canciones regrabadas de su EP Vên y del álbum Spirit—.
En agosto de 2013, Eluveitie confirmó que tras el final de su gira mundial empezaría a grabar su nuevo disco. En diciembre del mismo año, la violinista Meri Tadić abandonó el grupo y fue reemplazada por Nicole Ansperger. En marzo de 2014, Eluveitie ganó el premio Swiss Music Awards a la mejor banda nacional en vivo, siendo la primera vez que una banda de metal recibía dicho galardón. En abril de ese mismo año anunció que encabezaría una gira europea junto a Arkona y Skálmöld.

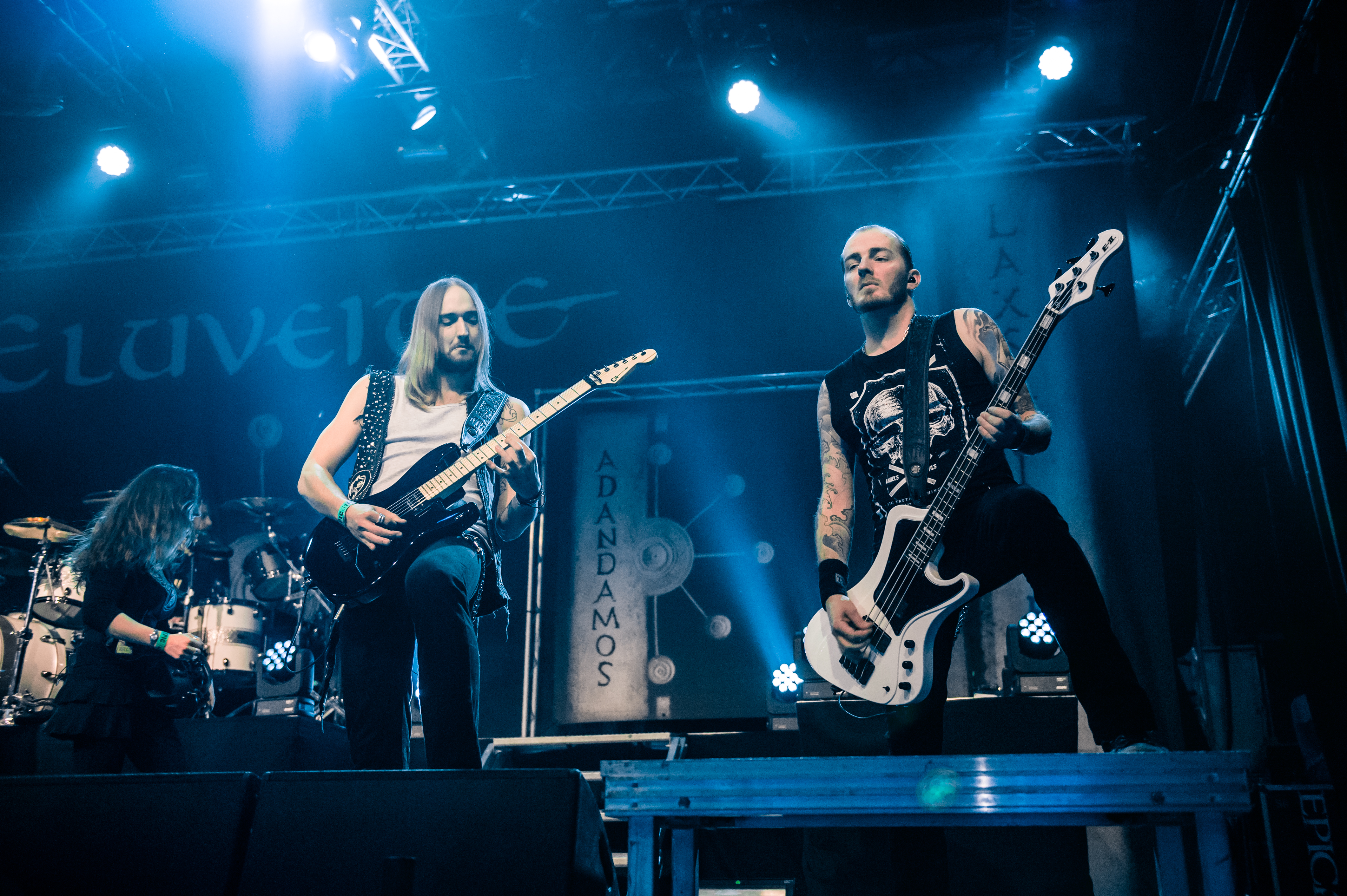
Rafael Salzmann y Kay Brem en un concierto en 2015.

En agosto salió a la venta su sexto disco, Origins, que recibió en general valoraciones positivas de los críticos de música y alcanzó el primer puesto de la lista de éxitos de Suiza y el sexto en la de Alemania. En palabras del propio Chrigel Glanzmann, quien además creó el diseño artístico del álbum, Origins trata sobre «cuentos etiológicos de la Galia». A finales de año abandonó la banda el gaitero Patrick Kistler, explicando su versión de los hechos en su perfil de Facebook, y fue sustituido por Matteo Sisti —al principio de forma temporal, y posteriormente como miembro permanente—, y en julio de 2015 dejó la formación Nicole Ansperger por motivos familiares, por lo que el grupo anunció un proceso de selección para elegir a un nuevo violinista. A finales de agosto anunció finalmente que la violinista alemana Shir-Ran Yinon sería su sustituta para los siguientes tres meses, durante su gira por América del Norte, América del Sur y Europa. En ella, Eluveitie organizó su propio festival, «Eluveitie & Friends», al que acudieron las bandas Epica, Faun y Krampus. Además, tras cerca de tres años desde el primer anuncio, reveló que estaban finalmente trabajando en el álbum Evocation II.

### Cambios en la formación yEvocation II - Pantheon(2016-presente)
El 5 de mayo de 2016, Eluveitie anunció que había decidido prescindir del batería Merlin Sutter. Como resultado, Anna Murphy e Ivo Henzi, íntimos amigos de Merlin, abandonaron también. Explicaron que había «profundas diferencias personales entre los propios integrantes» y pidieron mantener los detalles ocultos para no dañarse mutuamente. Los tres confirmaron que estaban trabajando juntos en un nuevo proyecto musical que vio la luz poco después, el grupo Cellar Darling. Siguieron tocando en conciertos con Eluveitie hasta el 5 de junio. Dos meses más tarde, Shir-Ran anunció también su salida del grupo y Nicole Ansperger se reincorporó.
En septiembre de 2016, Eluveitie anunció que su siguiente álbum, Evocation II, saldría a la venta durante la primavera de 2017, y lanzó un vídeo promocional del mismo. Finalmente, Evocation II fue lanzado el 18 de agosto. Es la continuación de Evocation I, mantiene el concepto acústico y es el primero sin Merlin Sutter e Ivo Henzi.
Entre diciembre de 2016 y enero de 2017 el grupo rediseñó por completo su página web y presentó a los nuevos integrantes permanentes, justo antes de celebrar su festival, Eluveitie & Friends, en Pratteln, Suiza. Se incorporó Fabienne Erni como arpista y los músicos, hasta entonces invitados, Michalina Malisz, Alain Ackermann y Jonas Wolf pasaron a ser miembros permanentes.
El 14 de octubre de 2017 Eluveitie anunció la grabación de un nuevo álbum y publicó un nuevo vídeo musical titulado «Rebirth».

## Características

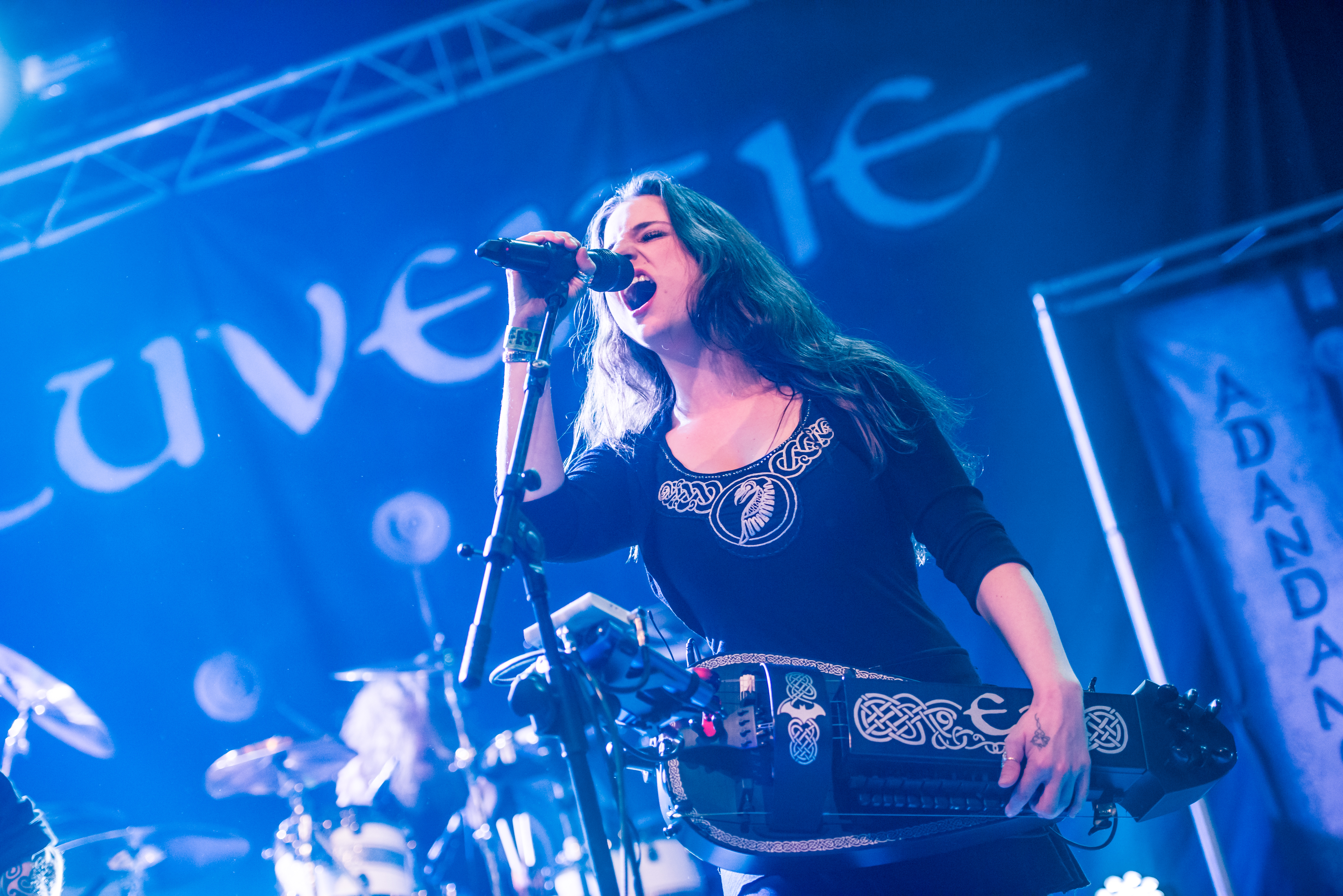
Anna Murphy cantando y tocando la zanfona con Eluveitie en 2011.

Eluveitie mezcla dos tipos de sonidos distintos: por un lado, utiliza voces limpias, instrumentos tradicionales europeos —entre los que destacan una gran variedad de flautas como el tin whistle, el violín, la gaita o la zanfona— y melodías populares de las naciones celtas junto a otras de creación propia. Por otra parte, es importante la presencia del death metal melódico, con voces guturales, una batería rápida y guitarras distorsionadas.
Algunas de esas melodías proceden de canciones tradicionales bretonas —por ejemplo «Tri martolod» en su canción «Inis Mona» o «Maluron Lurette» de Tri Yann en su canción «Celtos»—, inglesas —como «Scarborough Fair» en «Antvmnos»—, escocesas —como «The E-minor jig» en «Calling the Rain»— reels irlandeses —como «With Ourselves» de Johnny Harling en «Meet the Enemy», «Cooley's Reel» en «Tarvos» o «Gravel walk» en «The Somber Lay»—, e incluso canciones modernas —como «Thaney» del grupo Malinky en «Siraxta» o «Dr. Gilbert» de Lúnasa en «From Darkness»—.
Aunque muchas de sus letras están escritas en inglés, también incluyen canciones en galo antiguo. Su tercer disco, Evocation I - The Arcane Dominion, está completamente escrito en galo excepto la canción «Sacrapos - At First Glance». Las letras están basadas en la cultura, la historia y la mitología celta, hechos históricos, mitos y leyendas de la Galia y especialmente en sus aspectos más humanos. Para escribirlas y traducirlas al galo colaboran con expertos en estudios celtas de las universidades de Viena y Zúrich.

## Miembros

### Miembros actuales
- Chrigel Glanzmann - voz principal, tin whistle, mandola, guitarra acústica, flauta de tres agujeros, bodhrán, buzuki, arpa (2002-presente)
- Kay Brem - bajo (2008-presente)
- Rafael Salzmann - guitarra líder (2012-presente)
- Matteo Sisti - gaita, tin whistle (2014-presente)
- Nicole Ansperger - violín (2013-2015, 2016-presente)
- Alain Ackermann - batería[89] (2016-presente)
- Jonas Wolf - guitarra rítmica[89] (2016-presente)
- Michalina Malisz - zanfona[89][90] (2016-presente)
- Fabienne Erni - voz limpia, arpa celta, mandola[91] (2017-presente)

### Miembros anteriores
- Anna Murphy - voz limpia, zanfona, flauta (2006-2016)
- Merlin Sutter - batería (2004-2016)
- Ivo Henzi - Guitarra rítmica (2004-2016)
- Patrick «Päde» Kistler - gaita, tin whistle (2008-2014)
- Meri Tadić - violín, voz (2003-2013)
- Simeon Koch - guitarra líder, coros (2004-2012)
- Sevan Kirder - gaita, flautas, coros (2003-2008)
- Rafi Kirder - bajo, coros (2004-2008)
- Severin «Sevi» Binder - flauta, gaita, coros (2004-2006)
- Sarah Kiener «Sarah Wauzquiez» - zanfona, cromorno, Zugerörgeli (acordeón helvético), voz limpia (2005-2006)
- Linda Suter - violín, voz (2003-2006)
- Dani Fürer - guitarra líder (2002-2004)
- Dario Hofstetter - batería (2002-2004)
- Yves Tribelhorn - guitarra rítmica (2002-2004)
- Beni Häfeli - batería[92] (2003-2004)
- Dide Marfurt - zanfona, gaita (2003-2004)
- Gian Albertin - bajo, teclados, efectos de sonido (2003-2004)
- Philipp Reinmann - buzuki irlandés (2003-2004)
- Mättu Ackermann - violín (2003-2004)

### Músicos de sesiónanteriores
- Liv Kristine - voz[93] (2016)
- Shir-Ran Yinon - violín y voz en vivo[63] (2015-2016)
- Diego Rapacchietti - batería en vivo[94] (2015)
- Snæbjörn Ragnarsson - bajo en vivo[95] (2016)
- Toby Roth - acordeón en «The Song Of Life»[96]
- Simon Solomon - guitarra en «Elembivos»[97]
- Elena «Mina The Fiddler» Konstantinidis - viola de cinco cuerdas en «Within the Grove» y «Gobanno»[35]
- Oliver «SaTyr» Pade - laúd en «The Arcane Dominion»[35]
- Alan Averill «Nemtheanga» - voz en «Sacrapos - At First Glance» y «Nata»[35]
- Fredy Schnyder - dulcémele en «Within the Grove», «Gobanno», «Home», «Meet the Enemy», «Virunus»[35][98][99] y en vivo[100] (2016)
- Sarah Kiener «Sarah Wauzquiez» - Zugerörgeli en «Gobanno» y «Luxtos»[35][98]
- Torbjørn «Thebon» Schei - voz en «(Do)minion»[101]
- Brendan Wade - gaita irlandesa en «Otherworld», «Setlon», «The Liminal Passage»[101]  y en vivo[100] (2016)
- Dannii Young - voz hablada en «Otherworld» y «The Liminal Passage»[101]
- Christoph Pelgen - voz en «Scorched Earth»[98]
- Alexander «Sandy» Morton - voz en «Prologue», «The Uprising», «Epilogue», «Origins», «Virunus», «Inception» y «Eternity»[98][99]
- Karen Bartke - voz en «Nothing»[99]
- Emily Clays - voz de niña en «Origins», «The Nameless» y «Ogmios»[99]
- Christine Lauterburg - canto a la tirolesa en «Nothing»[99]
- Konan Mevel - binioù kozh, pibgorn y tin whistle en «Celtos»[99]

## Discografía

### Demos
| Año  | Título | Discográfica  |
| 2003 | Vên    | Independiente |

### Álbumes de estudio
| Año  | Título                               | Discográfica      | Posición en las listas | Posición en las listas | Posición en las listas | Posición en las listas | Posición en las listas | Posición en las listas | Posición en las listas | Posición en las listas |
| Año  | Título                               | Discográfica      | [ 5 ]                  | [ 6 ]                  | [ 102 ]                | [ 103 ]                | [ 104 ]                | [ 105 ] [ 106 ]        | [ 105 ] [ 106 ]        | [ 106 ]                |
| ---- | ------------------------------------ | ----------------- | ---------------------- | ---------------------- | ---------------------- | ---------------------- | ---------------------- | ---------------------- | ---------------------- | ---------------------- |
| 2006 | Spirit                               | Fear Dark Records | —                      | —                      | —                      | —                      | —                      | —                      | —                      | —                      |
| 2008 | Slania                               | Nuclear Blast     | 35                     | 72                     | —                      | —                      | —                      | —                      | —                      | —                      |
| 2009 | Evocation I - The Arcane Dominion    | Nuclear Blast     | 20                     | 60                     | —                      | 195                    | —                      | —                      | —                      | —                      |
| 2010 | Everything Remains (As It Never Was) | Nuclear Blast     | 8                      | 19                     | 31                     | 110                    | 22                     | —                      | —                      | —                      |
| 2012 | Helvetios                            | Nuclear Blast     | 4                      | 27                     | 47                     | 115                    | 34                     | 143                    | 73                     | —                      |
| 2014 | Origins                              | Nuclear Blast     | 1                      | 6                      | 37                     | 70                     | 22                     | 104                    | 60                     | 163                    |
| 2017 | Evocation II - Pantheon              | Nuclear Blast     | 2                      | 11                     | —                      | 64                     | 18                     | —                      | —                      | —                      |
| 2019 | Ategnatos                            | Nuclear Blast     | 3                      | 11                     | —                      | 73                     | 12                     | —                      | —                      | —                      |